# Joana II, condessa da Borgonha
Joana II da Borgonha ou Joana I de Artésia (antes de 2 de março de 1291 – Roye, 21 de janeiro de 1330) foi condessa da Borgonha e de Artésia por direito próprio, e condessa de Poitiers, rainha consorte de França e rainha consorte de Navarra através do seu casamento com Filipe V de França.

## Biografia
Depois da invasão da Flandres em 1305, o rei Filipe IV de França concedeu Béthune, a primeira cidade a render-se, a Matilde, condessa de Artésia e viúva de Otão IV, conde palatino da Borgonha. Para garantir a fidelidade desta, foi organizado o casamento das suas duas filhas, Joana e Branca, com os príncipes Filipe e Carlos, respectivamente, filhos do rei francês. O matrimônio de Filipe com Joana ocorreu em Corbeil, em 1307.
Em Abril de 1314, uma visita da sua cunhada Isabel de França despoletou o escândalo da Torre de Nesle: a sua irmã Branca da Borgonha, esposa do príncipe Carlos de França, e Margarida da Borgonha, esposa do príncipe Luís de França, foram acusadas de adultério. Joana da Borgonha, amiga íntima das duas, foi inocentada das acusações de adultério mas, envolvida no caso por ter cohecimento e guardado segredo das infidelidades das outras princesas, foi encarcerada na fortaleza de Dourdan. No mesmo ano Filipe IV morreu e foi sucedido por Luís X.
Por influência da sua mãe, no ano seguinte Joana foi libertada e voltou à corte, após ser absolvida pelo parlamento. Pouco depois o seu irmão Roberto, herdeiro de Otão IV e conde da Borgonha, morreu. O título passou para a agora intitulada condessa Joana II da Borgonha. Filipe o Alto, como esposo, assumiu esse título jure uxoris (por direito de casamento), depois de já ser conde de Poitou por direito próprio, título oferecido em apanágio pelo seu pai.
Em novembro de 1316, com a morte de João I o Póstumo, Filipe subiu ao trono e Joana tornou-se rainha da França. Ambos foram coroados em Reims a 9 de Janeiro de 1317. Dois anos depois, Joana pediu ao esposo em 1319 que lhe oferecesse a célebre Torre de Nesle, tendo vendido o edifício em benefício do Colégio da Borgonha, que fundou em testamento, em 1330, para a Universidade de Paris.
Depois de seis anos de reinado, Filipe morreu de disenteria e febre na noite de 2 para 3 de Janeiro de 1322, sendo sucedido pelo seu irmão Carlos IV por não deixar um herdeiro varão, segundo a lei sálica. Em 1329 morreu a sua mãe, Matilde de Artésia, tendo Joana, como primogénita, herdado o seu condado.
Joana morreu aos 39 anos de idade, em Roye-en-Artésia, no Artésia, a 21 de Janeiro de 1330. Foi sepultada em Saint-Denis, juntamente com o seu esposo. A sua filha Joana III da Borgonha sucedeu-a nos condados de Artésia e Borgonha. Pelo seu casamento com Odo IV, duque da Borgonha, uniam-se assim as casas condal e ducal da Borgonha.

## Descendência

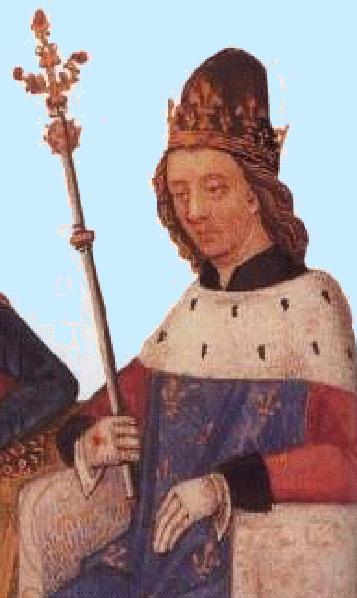
Filipe V de França, o Alto, esposo de Joana II da Borgonha

Do seu casamento em 1307, com Filipe de Poitiers, posteriormente Filipe V de França, nasceram cinco filhos:
- Joana (2 de maio de 1308 - 15 de agosto de 1347), casada em 1318 com Odo IV, duque da Borgonha, unindo assim as casas condal e ducal da Borgonha, com descendência;
- Margarida (1310 - 9 de Maio de 1382), também condessa da Borgonha, foi casada em 1320 com Luís I da Flandres, sem descendência;[3]
- Isabel (1312 - abril de 1348), casada pela primeira vez com Guigues VIII de la Tour du Pin, delfim de Viennois e conde de Albon, sem descendência. Casou pela segunda vez em 1335 com João III, senhor de Faucogney, sem descendência;
- Branca (1313 - 26 de abril de 1358), freira;
- Filipe (24 de junho de 1316 - 24 de fevereiro de 1317), morreu na infância.

## Representações na cultura
- Joana II da Borgonha é uma das personagens da série de livros de romance histórico Os Reis Malditos (Les Rois Maudits em francês) de Maurice Druon, publicada entre 1955 e 1977, e adaptada para a televisão por duas vezes na França, em 1972 e em 2005.